# Daemonarch
Daemonarch – poboczny projekt niektórych członków zespołu Moonspell. W 1998 roku nakładem wytwórni Century Media Records, ukazała się jedyna płyta Hermeticum, do której utwory zostały napisane wcześniej. Wszystkie teksty stworzył Fernando Ribeiro, a muzyką podzielił się z João Pedro. Fernando występuje na płycie pod starym pseudonimem "Langsuyar". Fragmenty utworów Daemonarch można usłyszeć na pierwszych koncertach Morbid God i późniejszego Moonspell. Grupa nigdy nie zagrała żadnego koncertu.

## Obecny skład zespołu
- Fernando Ribeiro "Langsuyar" – śpiew
- Ricardo Amorim – gitara
- Pedro Paixăo – instrumenty klawiszowe, gitara
- Sérgio Crestana – gitara basowa

## Dyskografia
- Hermeticum (1998)
Lista utworów:

1. "Lex Talonis" – 5:32
2. "Of A Thousand Young" – 4:27
3. "Corpus Hermeticum" – 4:51
4. "Call From The Grave" (cover Bathory) – 4:37
5. "Samyaza" – 4:27
6. "Nine Angles" – 5:38
7. "Incubus" – 4:44
8. "The Seventh Daemonarch" – 6:17
9. "Hymn To Lucifer" – 4:11